# Корнер, Федерико (1531—1590)
Федерико Корнер (итал. Federico Corner, 9 июня 1531, Венеция, Венецианская республика — 4 октября 1590, там же) — итальянский прелат и кардинал, ординарий епархий Падуи, Бергамо и Трогир.

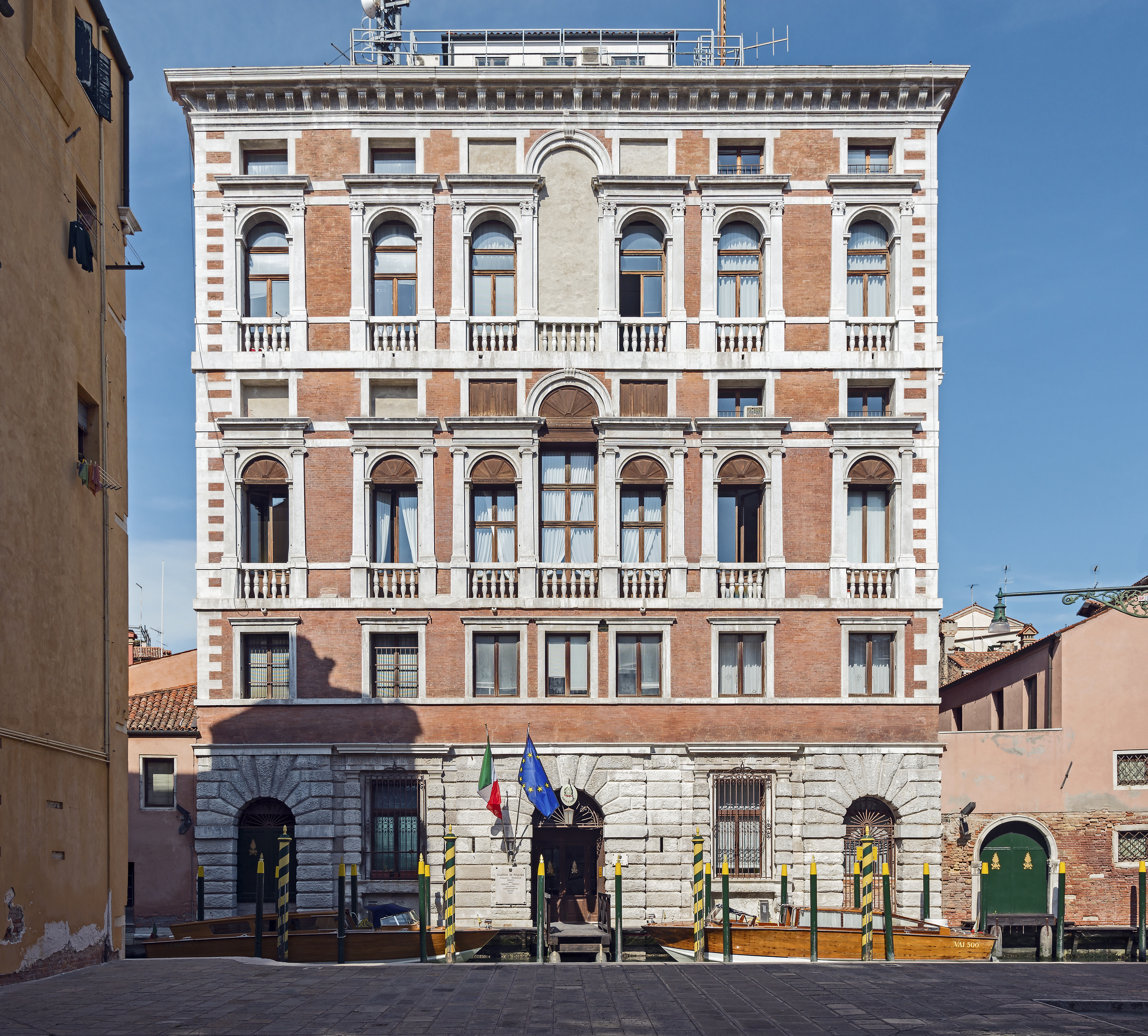
Дворец Корнер в Венеции

## Биография

Герб фамилии Корнер

Родился в аристократической семье венецианских патрициев Корнер, давшем несколько дожей и кардиналов. Его отец был кавалером и прокурором Сан-Марко, мать происходила из рода Пизани. Продолжатель традиции Непотизма.
После получения образования в области права, вступил в Орден Святого Иоанна Иерусалимского и назначен приором на Кипре.
После того, как его брат Алуиз Корнер отказался в его пользу от управления епархией Трогира (итал. Diocesi di Traù), 27 марта 1560 года был назначен ординарием и рукоположен в сан епископа.
В 1561 году также вступил в управление епархией Бергамо, сменив на этом посту своего брата Алуиза Корнера.
В 1577 году, аналогичным образом унаследовал епархию Падуи, вслед за братом Алуизом, став одновременно он стал папским нунцием для Республики Венеция. В это время написал «Предупреждения» духовникам города и Падуанской епархии, которое было опубликовано 1579 году.
Известен среди участников третьей сессии Трентского собора.
На Консистории 8 декабря 1585 года провозглашен кардиналом.
Участник Конклава в сентябре 1590 года.
Погребен в церкви св. Сильвества в Риме (итал. Chiesa di San Silvestro al Quirinale, где по заказу папы Папы Григория XIV ему установлено надгробие, выполненное скульпторами Мельхиром Кремона (итал. Melchiorre Cremona) и Муцио Кварта (итал. Muzio Quarta).

## Труды
- Avvertimenti ai confessori della città, et diocesi di Padova, 1579.

## Источники

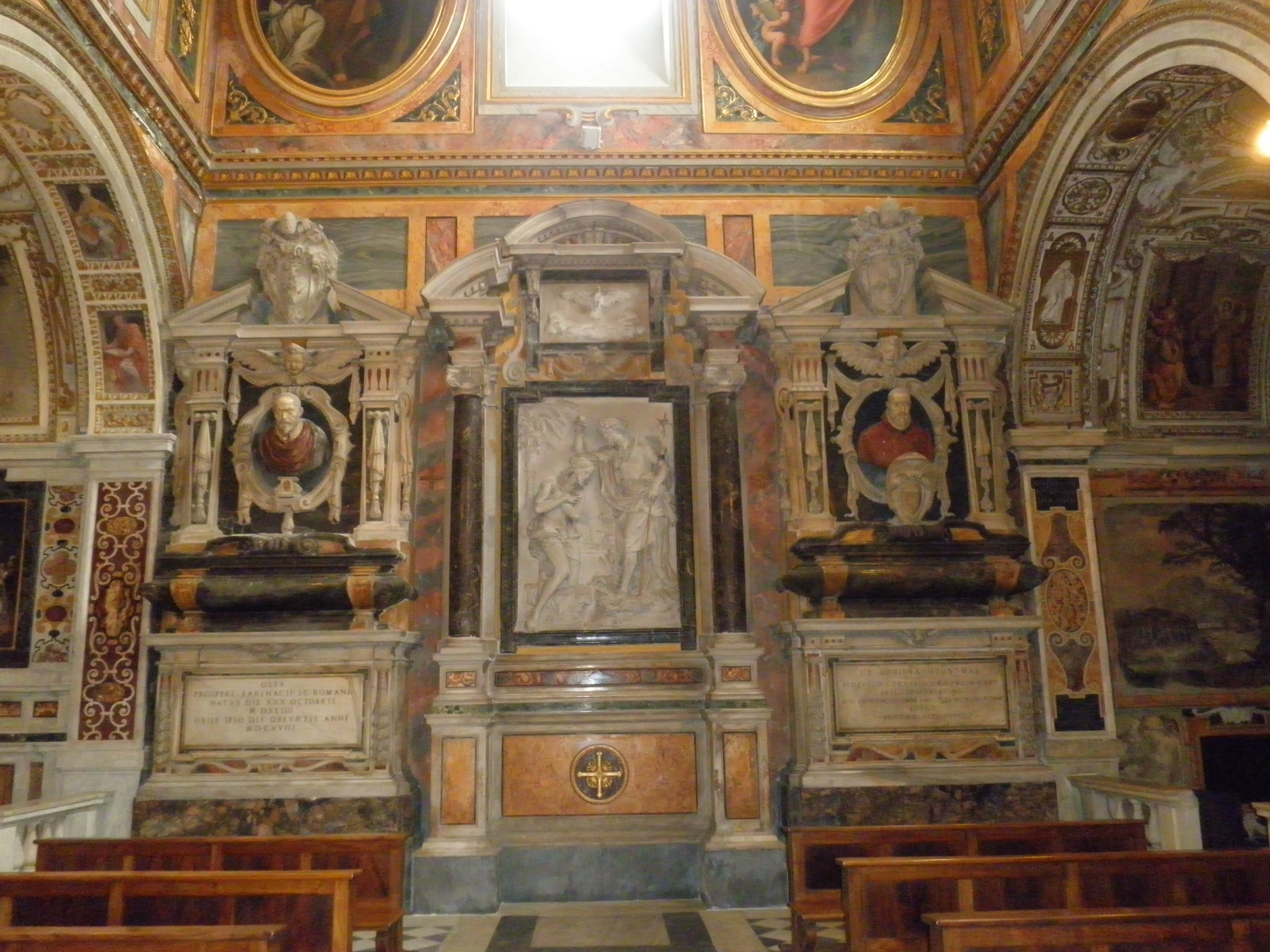
Место погребения Корнера в церкви св. Сильвестра